# خیار تیزشاخ
خیار تیزشاخ (انگلیسی: Acanthosicyos naudinianus) نام یک خربزه آفریقایی چندساله با میوه‌ها و دانه‌های خوراکی است.
این گیاه به رنگ سبز و گل‌هایش زردرنگ است. میوه آن خوراکی است، اما خوردن آن قبل از رسیدن، احساس سوزشی در دهان فرد ایجاد می‌کند. خیار تیزشاخ سمی نیست، اما اگر با خون لارو سوسک تیرهای سمی ترکیب شود زهری تولید می‌کند که می‌تواند برای ساختن پیکان‌های زهرآگین استفاده شود.